# Lisia Góra
Lisia Góra è un comune rurale polacco del distretto di Tarnów, nel voivodato della Piccola Polonia.
Ricopre una superficie di 105,4 km² e nel 2004 contava 14 148 abitanti.